# 李肇星
李 肇星（り ちょうせい、簡体字：李 肇星、繁体字：李 肇星、英語：Li Zhaoxing（リー・ヂャオシン）、1940年10月20日 - ）は、中華人民共和国の政治家、外交官。第9代外交部長（外務大臣）、第16期中国共産党中央委員を経て、第11期全国人民代表大会常務委員会委員・全国人民代表大会外事委員会主任委員を務める。

## 略歴
1940年10月20日に中華民国（汪兆銘政権）の山東省膠県に誕生する。1964年に北京大学を卒業し、中国外交学会職員として勤務した。北京外国語大学大学院でも学んだが、1968年の文化大革命により、山西省や江西省などに下放された。
1970年に駐ケニア大使館員として復職した。外交部情報局勤務が長く、報道局長を経て、1990年に外交部部長助理（次官補）となった。その後1993年に国際連合大使、1995年に外交部副部長（次官）となり、1998年3月16日に駐アメリカ合衆国全権大使に就任する。
2001年1月、副部長として外交部に戻る。2003年3月17日、第10期全国人民代表大会第1回会議において温家宝内閣が成立し、李は外交部長（大臣）に任命された。
2007年4月27日、全国人民代表大会常務委員会の決定により、李は外交部長を退任。2008年3月の第11期全人代第1回会議において全人代常務委員、全人代外事委員会主任委員に就任。
2012年12月31日、新設された非営利団体「中国公共外交協会」の初代会長に就任した。

## 主な発言
2004年11月27日　“没有日本援助，中国也行。”“中国人民能够依靠自己的力量、智慧、决心和自信，建设自己的国家。”
- （「日本の援助が無くても、中国はいける」「中国人民は自分の力、知恵、決心そして自信を頼りに、自分の国家を建設することができる」） ― 小泉純一郎首相（当時）が「中国もODAは卒業すべき時だ」と発言したことを受けて。

2005年4月17日　“中国政府从来没有做对不起日本人民而必须向日本人民道歉的事，主要的问题是日本政府做了一系列伤害中国人民感情的事情。”
- （「中国政府はこれまで日本人民に申し訳が立たないような、謝らなくてはならないことをしたことがない。大事な問題は、日本政府が中国人民の感情を傷つけた一連の行為だ」） ― 3週連続で反日デモが開催され、一部が北京大使館、上海総領事館に投石など破壊行為をした件で、町村信孝外相（当時）に謝罪を求められて。

2006年3月7日　“一位德国官员告诉我，德国人也不能理解，日本的领导怎么能干这种事，这种傻事，不合道德的事。这是德国人说的。他们说，二战之后没有哪个德国领导人还对希特勒或者纳粹分子表示崇拜。”
- （「あるドイツ政府当局者が、『日本の指導者がこの様な事をなぜできるのか、この様な愚かで不道徳なことをするとは、ドイツ人も理解できない』と言っていた。これはドイツ人が言っていたことだ。彼らは、第二次大戦以降ドイツの指導者のだれも、ヒトラーやナチス党員を崇拝する人がいなかった、と言っている」） - 両会開催中の外交方針に関する記者会見場で。記者は東シナ海のガス田について質問したが、激昂して演説となった。原稿はあらかじめ用意しており、日本関連の質問が出たら話す予定だった模様。

## 著書
- 李肇星、ジョセフ・E・スティグリッツ、ジョージ・ソロスほか『混乱の本質』（徳川家広訳、土曜社、2012年）

## 外部サイト
- Li Zhaoxing（英語）
- （中国語）

| 先代唐家璇 | 外交部長第9代：2003年3月17日 - 2007年4月27日 | 次代楊潔篪 |

| 先代李道豫 | 駐アメリカ合衆国全権大使1998年3月11日 - 2001年2月16日 | 次代楊潔篪 |